# جرادل
جرادل (بالإنجليزية: Gradle)‏ هي أداة لبناء وأتمتة عمليات تطوير البرمجيات، وتُستخدم لتسهيل التحكم في دورة حياة البرمجيات بدءًا من تجميع الكود وتعبئته، وصولًا إلى الاختبار والتوزيع. تدعم Gradle عدة لغات برمجية منها Java و Kotlin و Groovy و Scala، بالإضافة إلى C/C++ و JavaScript. تعتمد الأداة على مفاهيم Apache Ant و Maven، لكنها تميز نفسها باستخدام لغة خاصة بالمجال (DSL) تستند إلى Groovy و Kotlin، بدلاً من استخدام تكوينات XML التي يعتمدها Maven. يعتمد Gradle على بنية الرسم البياني غير الدوري الموجه (DAG) لإدارة التبعيات وتحديد ترتيب تنفيذ المهام، ويعمل على Java Virtual Machine (JVM) لتقديم أداء عالي وكفاءة في إدارة المشاريع.
تم تصميم Gradle لدعم عمليات بناء المشاريع الكبيرة ومتعددة الوحدات، حيث يعتمد على سلسلة من مهام البناء التي يمكن تنفيذها بترتيب تسلسلي أو بالتوازي، مما يتيح تسريع عملية البناء. يدعم Gradle عمليات البناء التدريجية من خلال تحديد الأجزاء من شجرة البناء التي لم تتغير، مما يعني أن المهام التي تعتمد فقط على هذه الأجزاء لا تُعاد تنفيذها، مما يزيد من كفاءة الأداء. كما يوفر التخزين المؤقت لمكونات البناء (Build Cache) الذي يمكن استخدامه عبر شبكة مشتركة.
عند دمج Gradle مع خدمة Develocity، يمكن الحصول على تقارير تصورية لعملية البناء عبر الويب، تُعرف بـ Gradle Build Scans، مما يساعد المطورين على تحليل أداء البناء وتتبعه. يتسم Gradle بالمرونة والقابلية للتوسع، حيث يتيح إضافة ميزات جديدة ودعم لغات برمجة إضافية من خلال نظام الإضافات (Plugins)، مما يجعله مناسبًا لمختلف البيئات والمشاريع.
يوزيع Gradle كبرنامج مفتوح المصدر بموجب ترخيص Apache 2.0، مما يتيح للمطورين استخدامه وتعديله بحرية. تم إصدار الأداة لأول مرة في عام 2008، وسرعان ما أصبحت من الأدوات الأساسية في عمليات البناء لعدد كبير من المشاريع البرمجية.

## تاريخ

### أصل الاسم
قال المؤسس والرئيس التنفيذي هانز دوكتر إنه أراد في الأصل تسمية المشروع "Cradle". ومع ذلك، لجعل الاسم فريدًا وأقل "تصغيرًا"، اختار "Gradle" بدلاً من ذلك، آخذًا الحرف "G" من استخدام Groovy .

### الإصدارات الرئيسية
| إصدار | تاريخ          |
| ----- | -------------- |
| 0.1   | 21 أبريل 2008  |
| 1.0   | 12 يونيو 2012  |
| 2.0   | 1 يوليو 2014   |
| 3.0   | 15 أغسطس 2016  |
| 4.0   | 14 يونيو 2017  |
| 5.0   | 26 نوفمبر 2018 |
| 6.0   | 8 نوفمبر 2019  |
| 7.0   | 9 أبريل 2021   |
| 8.0   | 13 فبراير 2023 |

## سمات
يقدم Gradle الدعم لجميع مراحل عملية البناء بما في ذلك التجميع والتحقق وحل التبعيات وتنفيذ الاختبار وتوليد الكود المصدر والتعبئة والنشر. نظرًا لأن Gradle يتبع اتفاقية بشأن نهج التكوين ، فمن الممكن وصف كل مراحل البناء هذه في ملفات تكوين قصيرة. تتضمن الاتفاقيات بنية المجلد الخاصة بالمشروع والمهام القياسية وترتيبها بالإضافة إلى مستودعات التبعيات. ومع ذلك، يمكن تجاوز كافة الاتفاقيات بواسطة تكوين المشروع إذا لزم الأمر.
المكونات الإضافية هي أحد المكونات الأساسية لـ Gradle. إنها تسمح بدمج مجموعة من التكوينات والمهام في مشروع ويمكن تضمينها من مستودع المكونات الإضافية المركزي أو تطويرها خصيصًا لمشروع واحد.

## توزيع
يتوفر Gradle كتنزيل منفصل، ولكن يمكن أيضًا العثور عليه مضمنًا في منتجات مثل Android Studio . Gradle Wrapper هي الطريقة الموصى بها لاستدعاء Gradle. يمكن تنزيل الإصدار المعلن من Gradle مسبقًا إذا لزم الأمر.

## وصلات خارجية
- الموقع الرسمي